# Ботешть (Бакеу)
Ботешть, Ботешті (рум. Botești) — село у повіті Бакеу в Румунії. Входить до складу комуни Унгурень.
Село розташоване на відстані 248 км на північ від Бухареста, 12 км на схід від Бакеу, 76 км на південний захід від Ясс, 146 км на північний захід від Галаца.

## Населення
За даними перепису населення 2002 року у селі проживали 639 осіб, усі — румуни. Усі жителі села рідною мовою назвали румунську.